# Vinay (Marne)
Vinay település Franciaországban, Marne megyében. Lakosainak száma 535 fő (2022. január 1.). Vinay Épernay, Saint-Martin-d’Ablois, Brugny-Vaudancourt, Chavot-Courcourt és Moussy községekkel határos.

## Népesség
A település népessége az elmúlt években az alábbi módon változott:
| Lakosok száma | 383  | 513  | 489  | 489  | 585  | 602  | 589  | 549  | 549  | 535  |
|               | 1968 | 1982 | 1990 | 2006 | 2013 | 2015 | 2017 | 2019 | 2020 | 2022 |